# Držkovce
Držkovce (in ungherese Deresk) è un comune della Slovacchia facente parte del distretto di Revúca, nella regione di Banská Bystrica.